# The Last Bright Light
The Last Bright Light is het derde muziekalbum van de Britse muziekgroep Mostly Autumn. Het betekent een stijlbreuk, men laat de klanken van Pink Floyd voor wat zij zijn en komt met een rockier album, de folky ballades houden hun plaats. Voor de derde achtereenvolgende keer is de samenstelling van de band gewijzigd. Het was hun laatste album voor Cyclops.

## Musici
- Bryan Josh – zang, gitaren
- Heather Findlay – zang; bodhrán; tamboerijn, buisklokken
- Iain Jennings – keyboards; synthesizers; Hammondorgel, zang
- Angela Goldthorpe – dwarsfluit en blokfluiten, zang
- Liam Davison - zang (7); gitaren
- Andy Smith – basgitaar (eerste keer)
- Jonathan Blackmore – slagwerk (eerste keer)

met:
- Troy Donockley - fluitjes (7 and 10)
- Albert Dannenmenn - blokfluit (8 en 11); kromhoorn (8 and 11); rauschpfeife (8); hümmelchen (11); gaida (11); zang (8)
- Marissa Claughan – cello (4,6 and 10)
- Mark Atkinson - zang; (2,3,8,10 and 13)
- Janine Atkinson - zang (2,3,10 and 13)
- Graham Hodge - zang (2,3,10 and 13)
- Nicole Smith - kinderzangstem (10)
- Tabitha Buck - kinderzangstem (10)

## Track listing
1. "...Just Moving On" (Josh) (1:30)
2. "We Come and We Go" (Josh) (4:36)
3. "Half the Mountain" (Josh) (5:22)
4. "The Eyes of the Forest" (Findlay/Josh) (2:53)
5. "The Dark Before the Dawn" (Josh/Jennings/Faulds) (5:10)
6. "Hollow" (Jennings) (6:08)
7. "Prints in the Stone" (Josh/Davison) (3:27)
8. "The Last Bright Light" (Josh) (8:14)
9. "Never the Rainbow" (Findlay/Jennings)(3:48)
10. "Shrinking Violet" (Findlay/Josh) (8:43)
11. "Helms Deep" (Josh) (6:45)
12. "Which Wood?" (Goldthorpe) (2:45)
13. "Mother Nature" (Josh) (12:09)

## Single
Van het album wordt een single getrokken, die in Nederland niet in de hitlijsten komt. Het een van de weinige singles van Cyclops. Prints in the Stone bevat:
1. Prints in the Stone, een singlevesie
2. We Come and We Go (albumversie)
3. Heroes Never Die (een nieuw opgenomen versie)